# Augustinus Triumphus
Augustinus Triumphus, más néven Anconai Ágoston, Szinnyeinél Ágoston atya (Ancona, 1243 – Nápoly, 1328. április 2.) Ágoston-rendi szerzetes, a rend prior generalisa, skolasztikus teológus.

## Élete
Papi pályáját 1261-ben kezdte. A párizsi egyetemen filozófiát és teológiát tanult, majd maga is tanított. 1274-ben részt vett a második lyoni zsinaton. 1277-től Padovában prédikált, egy anconai kitérő Róbert nápolyi király udvarában a király tanácsadójaként tevékenykedett.

## Művei
- De summa trinitate et fide catholica (1322) című, a Szentháromságról és a katolikus hitről szóló művét a nagyváradi Britannus Jánosnak ajánlotta a 13. század végén. Szinnyei az ajánlásban szereplő Johanne Britanno viro illustri et ecclesiae Varadiensis rectore kifejezést János nagyváradi püspökként értelmezi. Az egyedüli szóba jöhető nagyváradi püspök a tisztséget 1318–1329 között betöltő Ivánka János volt, viszont a Britannicus jelzőnek az ő esetében nem lenne értelme, ezért Kemény József azt feltételezte, hogy a kérdéses Johannes az a nagyváradi kanonok lehetett, akit egy 1298-beli oklevél Johannes Cantor Canonicus néven említ.
- Tractatus contra articulos inventos ad diffamandum sanctissimum patrem, dominum Bonifacium papam sancte memorie et de commendacione eiusdem (Értekezés a szentséges atya, a szent emlékű Bonifác pápa rossz hírbe hozására koholt cikkelyek ellen és az ő védelmezése)
- Summa de potestate papae (A pápai hatalom összefoglalása) című, élete vége felé írott művében azt a nézetet fejtette ki, hogy a pápai hatalom felette áll a világi hatalomnak.